# Wiener Landwirtschaftliche Zeitung
Die Wiener Landwirtschaftliche Zeitung trug den Nebentitel Allgemeine illustrierte Zeitschrift für die gesamte Landwirtschaft und erschien von 1868 bis 1943. Bis 1869 war die k.k. Landwirthschafts-Gesellschaft in Wien als beteiligte Körperschaft vermerkt. Die Zeitung erschien zweimal wöchentlich. Der Vorgänger war die Allgemeine land- und forstwirthschaftliche Zeitung, darin aufgegangen sind die Mitteilungen für die Landwirtschaft. 

## Beilagen
- Taschenkalender für den Landwirt.[1]
- Illustrierte nützliche Blätter.[2]
- Österreich – Ackerbau-Ministerium: Mitteilungen der Fachberichterstatter des K(aiserlich)-K[öniglichen] Ackerbauministeriums und Spezialberichte auf dem Gebiete des internationalen Holzhandels.[3]
- Hauswirtschaftliche Rundschau.[4]
- Wiener hauswirthschaftliche Rundschau.[5]
- 1883–1913: Archiv für Landwirtschaft.[6]
- 1914–1916: Archiv für Land- und Forstwirtschaft.[7]